# Tudor Pro Cycling Team
Das Tudor Pro Cycling Team ist ein Schweizer Radsportteam mit Sitz in Schenkon.

## Organisation und Geschichte
Das Team wurde 2018 unter dem Namen Swiss Racing Academy gegründet, um den Schweizer Nachwuchs im Straßenradsport zu fördern und erhielt in der ersten Saison 2019 eine Lizenz als UCI Continental Team. In der Saison 2020 konnte Fabian Cancellara als Mentor und Berater für das Team gewonnen werden.
Die Fahrer des Teams sind zum großen Teil aus der U23, die vorrangig an Rennen der UCI Europe Tour teilnehmen. Bis 2020 waren im Team ausschließlich Schweizer Fahrer, seit der Saison 2021 sind darin auch Fahrer aus anderen Nationen. Mit Monatsmitte Mai 2022 wurde der Uhrenhersteller Tudor neuer Namenssponsor.
Für die Saison 2023 wurde die Mannschaft als UCI ProTeam lizenziert. Die Teamleitung übernahm Fabian Cancellara, der von Ricardo Scheidecker, Marcel Sieberg und Sebastian Deckert unterstützt wird. Das Team verpflichtete mit Sébastien Reichenbach, Simon Pellaud, Joël Suter und Tom Bohli mehrere Fahrer mit Erfahrungen in der UCI WorldTour. Zum Projekt gehört neben dem ProTeam auch eine U23-Auswahl.

## Platzierungen in der UCI-Weltrangliste
| World Ranking | World Ranking | World Ranking            | World Ranking |
| Jahr          | Teamwertung   | Einzelwertung            |               |
| ------------- | ------------- | ------------------------ | ------------- |
| 2019          | 72.           | Stefan Bissegger (204. ) |               |
| 2020          | 93.           | Alex Vogel (839. )       |               |
| 2021          | 94.           | Alex Vogel (798. )       |               |
| 2022          | 45.           | Robin Froidevaux (429. ) |               |
| 2023          | 25.           | Arvid de Kleijn (133. )  |               |
| 2024          | 22.           | Matteo Trentin (81. )    |               |
|               |               |                          |               |
| Quelle: UCI   |               |                          |               |

## Mannschaft 2025
| Teamkader 2025           | Teamkader 2025     | Teamkader 2025     | Teamkader 2025                      |
| Name                     | Geburtsdatum       | Land               | Vorheriges Team                     |
| ------------------------ | ------------------ | ------------------ | ----------------------------------- |
| Julian Alaphilippe       | 11. Juni 1992      | Frankreich         | Soudal Quick-Step (2024)            |
| Marco Brenner            | 27. August 2002    | Deutschland        | Team DSM-Firmenich (2023)           |
| Alberto Dainese          | 25. März 1998      | Italien            | Team DSM-Firmenich (2023)           |
| Arvid de Kleijn          | 21. März 1994      | Niederlande        | Human Powered Health (2022)         |
| Jacob Eriksson           | 1. Oktober 1999    | Schweden           | Riwal Cycling Team (2022)           |
| Lucas Eriksson           | 10. April 1996     | Schweden           | Riwal Cycling Team (2022)           |
| Robin Froidevaux         | 17. Oktober 1998   | Schweiz            | Akros-Excelsior-Thömus (2020)       |
| Marco Haller             | 1. April 1991      | Österreich         | Red Bull-Bora-Hansgrohe (2024)      |
| Miká Heming              | 6. April 2000      | Deutschland        | ATT Investments (2022)              |
| Marc Hirschi             | 24. August 1998    | Schweiz            | UAE Team Emirates (2024)            |
| Petr Kelemen             | 18. November 2000  | Tschechien         | Elkov-Kasper (2021)                 |
| Arthur Kluckers          | 15. März 2000      | Luxemburg          | Leopard Pro Cycling (2022)          |
| Sebastian Kolze Changizi | 29. Dezember 2000  | Dänemark           | ColoQuick (2022)                    |
| Alexander Krieger        | 28. November 1991  | Deutschland        | Alpecin-Deceuninck (2023)           |
| Fabian Lienhard          | 3. September 1993  | Schweiz            | Groupama-FDJ (2024)                 |
| Marius Mayrhofer         | 18. September 2000 | Deutschland        | Team DSM-Firmenich (2023)           |
| Aivaras Mikutis          | 16. September 2002 | Litauen            | Tudor Pro Cycling U23 (2024)        |
| Rick Pluimers            | 7. Dezember 2000   | Niederlande        | Jumbo-Visma Development Team (2022) |
| Mathys Rondel            | 23. September 2003 | Frankreich         | Tudor Pro Cycling U23 (2024)        |
| Michael Storer           | 28. Februar 1997   | Australien         | Groupama-FDJ (2023)                 |
| Florian Stork            | 27. April 1997     | Deutschland        | Team DSM-Firmenich (2023)           |
| Joel Suter               | 25. Oktober 1998   | Schweiz            | UAE Team Emirates (2022)            |
| Roland Thalmann          | 5. August 1993     | Schweiz            | Team Vorarlberg (2022)              |
| Matteo Trentin           | 2. August 1989     | Italien            | UAE Team Emirates (2023)            |
| Yannis Voisard           | 26. Juli 1998      | Schweiz            | Akros-Thömus (2019)                 |
| Lawrence Warbasse        | 28. Juni 1990      | Vereinigte Staaten | Decathlon-AG2R La Mondiale (2024)   |
| Fabian Weiss             | 11. April 2002     | Schweiz            | Tudor Pro Cycling U23 (2024)        |
| Hannes Wilksch           | 30. Oktober 2001   | Deutschland        | Tudor Pro Cycling U23 (2023)        |
| Luc Wirtgen              | 7. Juli 1998       | Luxemburg          | Bingoal Pauwels Sauces WB (2022)    |
| Maikel Zijlaard          | 1. Juni 1999       | Niederlande        | VolkerWessels Cycling Team (2022)   |
|                          |                    |                    |                                     |
| Quelle: ProCyclingStats  |                    |                    |                                     |

## Erfolge als Continental Team von 2019 bis 2021
2021
| Datum      | Rennen                                  | Kat. | Fahrer         |
| ---------- | --------------------------------------- | ---- | -------------- |
| 27. August | Prolog Tour du Pays de Montbéliard      | 2.2U | Alex Vogel     |
| 11. Juni   | neunte Etappe Giro Ciclistico d’Italia  | 2.2  | Yannis Voisard |
| 8. Juni    | sechste Etappe Giro Ciclistico d’Italia | 2.2  | Aloïs Charrin  |

2020
| Datum     | Rennen                                 | Kat. | Fahrer         |
| --------- | -------------------------------------- | ---- | -------------- |
| 5. August | erste Etappe Tour de Savoie Mont-Blanc | 2.2  | Joab Schneiter |

2019
| Datum     | Rennen                              | Kat. | Fahrer           |
| --------- | ----------------------------------- | ---- | ---------------- |
| 26. Juni  | NM Schweiz – Straßenrennen (U23)    | NC   | Stefan Bissegger |
| 15. Juni  | NM Schweiz – Einzelzeitfahren (U23) | NC   | Mauro Schmid     |
| 21. April | zweite Etappe Tour du Jura Cycliste | 2.2  | Stefan Bissegger |